# Lyman, New Hampshire
Lyman är en kommun (town) i Grafton County i delstaten  New Hampshire, USA. Vid folkräkningen år 2000 bodde 487 personer på orten. Den har enligt United States Census Bureau en area på totalt 74,5 km² varav 0,8 km² är vatten. 